# Lekkoatletyka na Letnich Igrzyskach Olimpijskich 1932 – bieg na 200 m mężczyzn

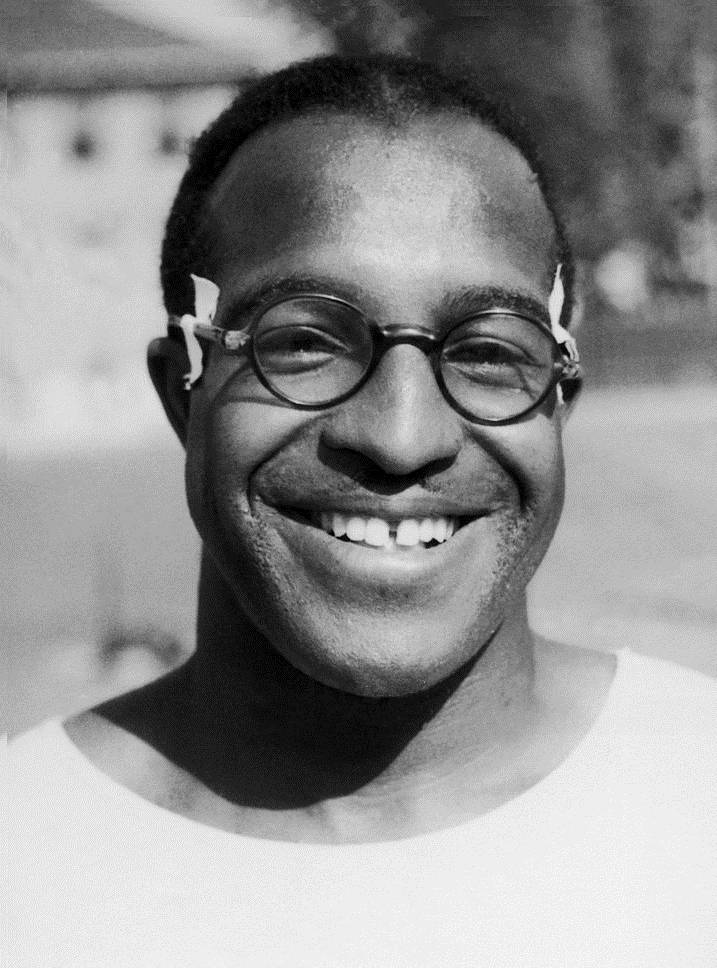
Eddie Tolan

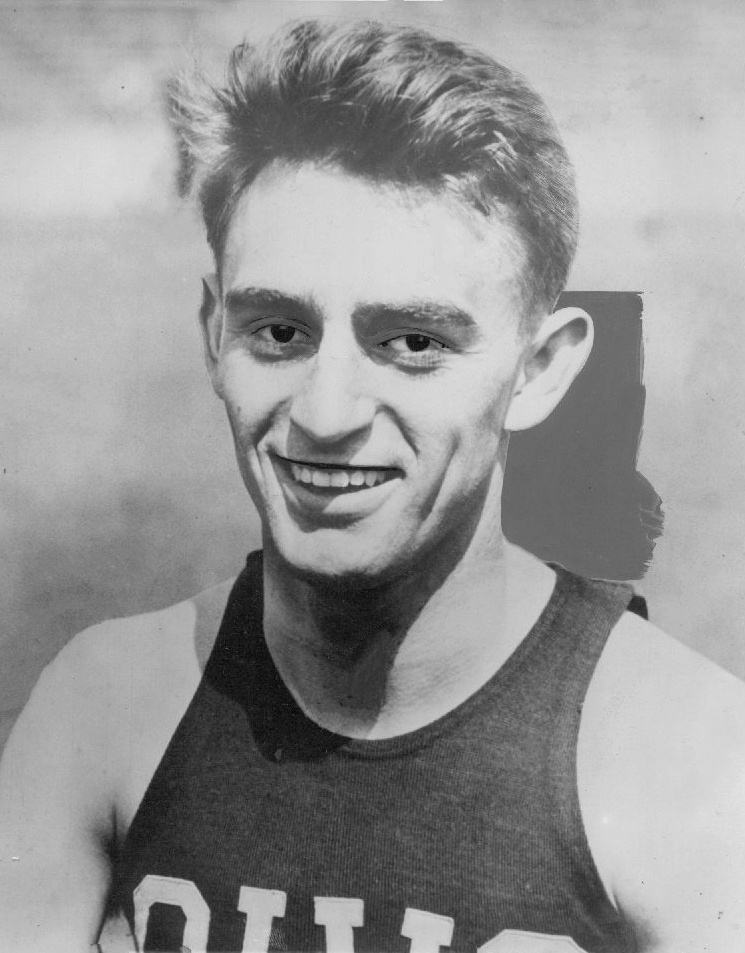
George Simpson

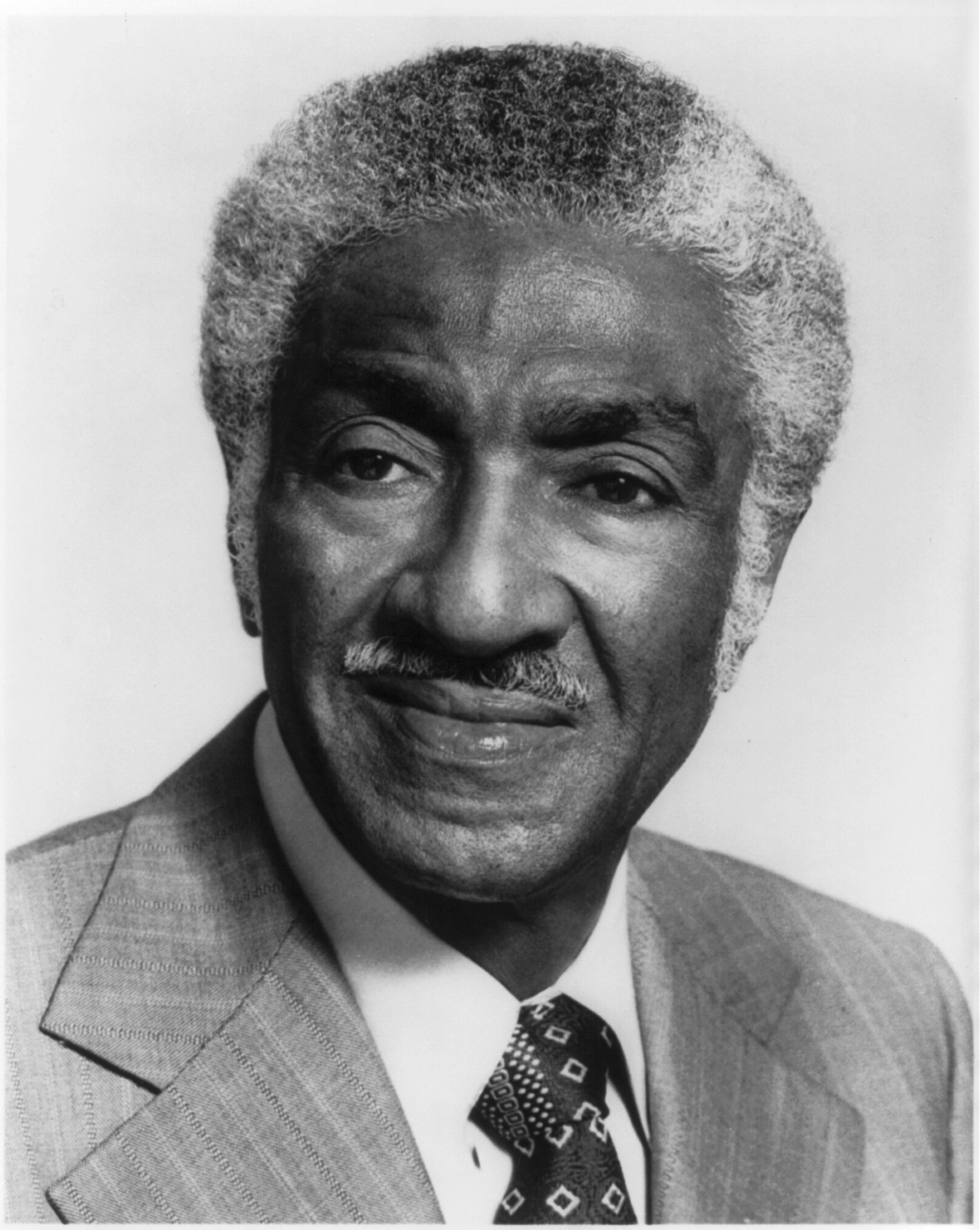
Ralph Metcalfe

Bieg na 200 metrów mężczyzn był jedną z konkurencji rozgrywanych podczas X Letnich Igrzysk Olimpijskich. Biegi zostały rozegrane w dniach 2–3 sierpnia 1932 roku na stadionie Los Angeles Memorial Coliseum w Los Angeles. Wystartowało 25 zawodników z 13 krajów.

## Rekordy
|                   | Zawodnik           | Wynik | Uwagi             | Miejsce     | Data                  |
| ----------------- | ------------------ | ----- | ----------------- | ----------- | --------------------- |
| Rekord świata     | Roland Locke       | 20,6  | Prosta bieżnia    | Lincoln     | 1 maja 1926(dts)      |
| Rekord świata     | William Applegarth | 21,2  | Bieżnia z wirażem | Londyn      | 4 lipca 1914(dts)     |
| Rekord olimpijski | Archie Hahn        | 21,6  | Prosta bieżnia    | Saint Louis | 31 sierpnia 1904(dts) |
| Rekord olimpijski | Jackson Scholz     | 21,6  | Bieżnia z wirażem | Paryż       | 9 lipca 1924(dts)     |
| Rekord olimpijski | Helmut Körnig      | 21,6  | Bieżnia z wirażem | Amsterdam   | 31 lipca 1928(dts)    |

## Terminarz
| Data            |              | Godzina |
| --------------- | ------------ | ------- |
| 2 sierpnia 1932 | Eliminacje   | 15:00   |
| 2 sierpnia 1932 | Ćwierćfinały | 17:30   |
| 3 sierpnia 1932 | Półfinały    | 14:30   |
| 3 sierpnia 1932 | Finał        | 17:00   |

## Wyniki

### Eliminacje
Z każdego z 7 biegów do ćwierćfinału awansowało trzech najlepszych zawodników.

#### Bieg 1
| Poz. | Zawodnik           | Reprezentacja   | Czas | Uwagi |
| ---- | ------------------ | --------------- | ---- | ----- |
| 1.   | Erich Borchmeyer   | Niemcy          | 22,1 | Q     |
| 2.   | Takayoshi Yoshioka | Japonia         | 22,3 | Q     |
| 3.   | Stanley Engelhart  | Wielka Brytania | b.d. | Q     |
| -    | José de Almeida    | Brazylia        | DNS  |       |
| -    | Angelos Lambru     | Grecja          | DNS  |       |

#### Bieg 2
| Poz. | Zawodnik          | Reprezentacja     | Czas  | Uwagi |
| ---- | ----------------- | ----------------- | ----- | ----- |
| 1.   | Willie Walters    | Południowa Afryka | 21,83 | Q     |
| 2.   | Eddie Tolan       | Stany Zjednoczone | 22,0  | Q     |
| 3.   | Stanley Fuller    | Wielka Brytania   | 22,4  | Q     |
| 4.   | Enrique Sánchez   | Meksyk            | 22,8  |       |
| -    | Carlos Hofmeister | Argentyna         | DNS   |       |
| -    | Leonardo Valdés   | Kuba              | DNS   |       |

#### Bieg 3
| Poz. | Zawodnik          | Reprezentacja     | Czas | Uwagi |
| ---- | ----------------- | ----------------- | ---- | ----- |
| 1.   | Harold Wright     | Kanada            | 22,8 | Q     |
| 2.   | Ralph Metcalfe    | Stany Zjednoczone | 22,9 | Q     |
| 3.   | Stuart Black      | Nowa Zelandia     | 23,1 | Q     |
| 4.   | Liu Changchun     | Chiny             | 23,4 |       |
| -    | Fernando Ortiz    | Meksyk            | DNS  |       |
| -    | António Rodrigues | Portugalia        | DNS  |       |

#### Bieg 4
| Poz. | Zawodnik               | Reprezentacja | Czas | Uwagi |
| ---- | ---------------------- | ------------- | ---- | ----- |
| 1.   | Itarō Nakajima         | Japonia       | 22,2 | Q     |
| 2.   | Friedrich Hendrix      | Niemcy        | 22,9 | Q     |
| -    | Percy Williams         | Kanada        | DNS  |       |
| -    | Arnaldo Ferrara        | Brazylia      | DNS  |       |
| -    | Felix Rinner           | Austria       | DNS  |       |
| -    | José Alberto Torriente | Kuba          | DNS  |       |

#### Bieg 5
| Poz. | Zawodnik        | Reprezentacja     | Czas | Uwagi |
| ---- | --------------- | ----------------- | ---- | ----- |
| 1.   | Roberto Genta   | Argentyna         | 25,3 | Q     |
| 2.   | Chris Berger    | Holandia          | 26,1 | Q     |
| 3.   | George Simpson  | Stany Zjednoczone | 29,0 | Q     |
| -    | Renos Frangudis | Grecja            | DNS  |       |
| -    | Fred Reid       | Wielka Brytania   | DNS  |       |
| 6.   | André Théard    | Haiti             | DNS  |       |

#### Bieg 6
| Poz. | Zawodnik          | Reprezentacja  | Czas  | Uwagi |
| ---- | ----------------- | -------------- | ----- | ----- |
| 1.   | Arthur Jonath     | Niemcy         | 21,83 | Q     |
| 2.   | Allan Elliot      | Nowa Zelandia  | 22,2  | Q     |
| 3.   | Carlos Bianchi    | Argentyna      | 22,3  | Q     |
| 4.   | Andrej Engel      | Czechosłowacja | 22,3  |       |
| 5.   | Everardo Múzquiz  | Meksyk         | 23,0  |       |
| -    | Christos Mandikas | Grecja         | DNS   |       |

#### Bieg 7
| Poz. | Zawodnik          | Reprezentacja     | Czas | Uwagi |
| ---- | ----------------- | ----------------- | ---- | ----- |
| 1.   | Birchall Pearson  | Kanada            | 22,3 | Q     |
| 2.   | Danie Joubert     | Południowa Afryka | 22,3 | Q     |
| 3.   | Teiichi Nishi     | Japonia           | 22,4 | Q     |
| 4.   | Ronald Vernieux   | Indie Brytyjskie  | 22,8 |       |
| -    | Ricardo Guimarães | Brazylia          | DNS  |       |

### Ćwierćfinały
Do półfinału z każdego ćwierćfinału awansowało trzech najlepszych zawodników.

#### Bieg 1
| Poz. | Zawodnik         | Reprezentacja     | Czas  | Uwagi |
| ---- | ---------------- | ----------------- | ----- | ----- |
| 1.   | Ralph Metcalfe   | Stany Zjednoczone | 21,59 | Q     |
| 2.   | Willie Walters   | Południowa Afryka | 21,5  | Q     |
| 3.   | Erich Borchmeyer | Niemcy            | 21,6  | Q     |
| 4.   | Itarō Nakajima   | Japonia           | 21,9  |       |
| 5.   | Chris Berger     | Holandia          | 22,0  |       |

#### Bieg 2
| Poz. | Zawodnik          | Reprezentacja     | Czas  | Uwagi |
| ---- | ----------------- | ----------------- | ----- | ----- |
| 1.   | Eddie Tolan       | Stany Zjednoczone | 21,56 | Q     |
| 2.   | Birchall Pearson  | Kanada            | 21,7  | Q     |
| 3.   | Roberto Genta     | Argentyna         | 21,8  | Q     |
| 4.   | Friedrich Hendrix | Niemcy            | 21,9  |       |
| 5.   | Stanley Fuller    | Wielka Brytania   | 22,0  |       |

#### Bieg 3
| Poz. | Zawodnik           | Reprezentacja     | Czas  | Uwagi |
| ---- | ------------------ | ----------------- | ----- | ----- |
| 1.   | Carlos Bianchi     | Argentyna         | 21,46 | Q     |
| 2.   | George Simpson     | Stany Zjednoczone | 21,5  | Q     |
| 3.   | Danie Joubert      | Południowa Afryka | 21,7  | Q     |
| 4.   | Takayoshi Yoshioka | Japonia           | 21,8  |       |
| 5.   | Stuart Black       | Nowa Zelandia     | 22,0  |       |

#### Bieg 4
| Poz. | Zawodnik          | Reprezentacja   | Czas  | Uwagi |
| ---- | ----------------- | --------------- | ----- | ----- |
| 1.   | Arthur Jonath     | Niemcy          | 21,48 | Q     |
| 2.   | Harold Wright     | Kanada          | 21,7  | Q     |
| 3.   | Allan Elliot      | Nowa Zelandia   | 21,8  | Q     |
| 4.   | Stanley Engelhart | Wielka Brytania | 21,9  |       |
| 5.   | Teiichi Nishi     | Japonia         | 22,1  |       |

### Półfinały
Z każdego z półfinałów do finału awansowało trzech najlepszych zawodników.

#### Bieg 1
| Poz. | Zawodnik         | Reprezentacja     | Czas  | Uwagi |
| ---- | ---------------- | ----------------- | ----- | ----- |
| 1.   | Ralph Metcalfe   | Stany Zjednoczone | 21,52 | Q     |
| 2.   | George Simpson   | Stany Zjednoczone | 21,54 | Q     |
| 3.   | Carlos Bianchi   | Argentyna         | 21,6  | Q     |
| 4.   | Danie Joubert    | Południowa Afryka | 21,7  |       |
| 5.   | Erich Borchmeyer | Niemcy            | 21,8  |       |
| 6.   | Birchall Pearson | Kanada            | 21,9  |       |

#### Bieg 2
| Poz. | Zawodnik       | Reprezentacja     | Czas  | Uwagi |
| ---- | -------------- | ----------------- | ----- | ----- |
| 1.   | Arthur Jonath  | Niemcy            | 21,51 | Q     |
| 2.   | Willie Walters | Południowa Afryka | 21,7  | Q     |
| 3.   | Eddie Tolan    | Stany Zjednoczone | 21,7  | Q     |
| 4.   | Harold Wright  | Kanada            | 21,8  |       |
| 5.   | Allan Elliot   | Nowa Zelandia     | 21,9  |       |
| 6.   | Roberto Genta  | Argentyna         | 22,0  |       |

### Finał
| Poz. | Zawodnik       | Reprezentacja     | Czas  | Uwagi |
| ---- | -------------- | ----------------- | ----- | ----- |
| 1.   | Eddie Tolan    | Stany Zjednoczone | 21,12 | OR    |
| 2.   | George Simpson | Stany Zjednoczone | 21,4  |       |
| 3.   | Ralph Metcalfe | Stany Zjednoczone | 21,5  |       |
| 4.   | Arthur Jonath  | Niemcy            | 21,5  |       |
| 5.   | Carlos Bianchi | Argentyna         | 21,6  |       |
| 6.   | Willie Walters | Południowa Afryka | 21,9  |       |